# نتوگلیتازون
نتوگلیتازون (انگلیسی: Netoglitazone) (همچنین به نام MCC-555) یک عامل کاهش‌دهنده قند خون متعلق به گروه تیازولیدیندیون است.